# Tetlin (Alaska)
Tetlin (Upper Tanana: Teełąy) ist ein Ort und ein census-designated place (CDP) in der Southeast Fairbanks Census Area in Alaska in den Vereinigten Staaten. Das U.S. Census Bureau hatte bei der Volkszählung 2020 eine Einwohnerzahl von 126 ermittelt.

## Geographie
Der Ort Tetlin befindet sich im oberen Tanana Valley 32 km südöstlich von Tok. Der 506 m hochgelegene Ort liegt am Unterlauf des Tetlin River knapp 7 km vom linken, südlichen Flussufer des Tanana River entfernt. Eine 28 km lange Stichstraße führt südlich des Tanana River vom Alaska Highway (Alaska Route 2) nahe Tok nach Tetlin. Bei Tetlin befindet sich der Flugplatz Tetlin.
Das CDP-Gebiet erstreckt sich vom Nordostufer des Tetlin Lake bis zum Tanana River. Es hat eine Längsausdehnung in WNW-OSO-Richtung von 18 km sowie eine maximale Breite von 13 km. Dathlalmund Lake und Gasoline Lake liegen an der südlichen CDP-Grenze. Das Tetlin CDP grenzt nicht direkt an andere CDPs. Die nächstgelegenen sind das 16 km nordwestlich gelegene Tok CDP und das 22 km südöstlich gelegene Northway CDP. 
Östlich, außerhalb der CDP-Grenzen gelegen, erstreckt sich das Schutzgebiet Tetlin National Wildlife Refuge.

## Geschichte
1885 berichtete Lieutenant Allen von "Tetling", einer kleinen Indianersiedlung. 1942 wurde der Ortsname in "Tetlin" geändert, um konsistent mit dem Flussnamen Tetlin River zu bleiben. Tetlin erschien beim Zensus 1940 als ein „unincorporated village“. Tetlin wird seit dem Zensus 1980 als ein census-designated place geführt.

## Demografie
Zum Zeitpunkt der Volkszählung im Jahre 2020 (U.S. Census 2020) hatte Tetlin 126 Einwohner auf einer Landfläche von 175,68 km². Von den Einwohnern waren 7 Weiße, 2 afrikanisch-amerikanischer sowie 111 amerikanisch-indianischer Abstammung. Beim Zensus 2000 wurde eine Einwohnerzahl von 117 ermittelt, beim Zensus 2010 war die Zahl 127.